# Ermita de la Sangre (Sagunto)
La ermita de la Sangre o ermita de la Purísima Sangre (en valenciano: ermita de la Sang) es una ermita ubicada en Sagunto (España). Es la más grande de todo el municipio.

## Edificio
La Ermita de la Sangre fue construida en el siglo XVII. Consiste en un edificio de estilo barroco de una sola nave, planta de cruz latina y bóveda de medio punto. En la primera planta se pueden observar diversas imágenes de la Cofradía de la Sangre.
En el año 2012 se hizo una restauración en el edificio que le devolvió algunos de sus aspectos originales.